# Thomas Joseph Connolly
Thomas Joseph Connolly (ur. 18 lipca 1922 w Tonopah, Nevada, zm. 24 kwietnia 2015 w Beaverton, Oregon) – amerykański duchowny katolicki, biskup Baker w latach 1971–1999.

## Życiorys
Do kapłaństwa przygotowywał się w Menlo Park w Kalifornii. 8 kwietnia 1947 otrzymał święcenia kapłańskie z rąk ordynariusza rodzinnej diecezji Reno Thomasa Gormana. Pracował duszpastersko jako wikariusz katedralny i nauczyciel w szkole średniej. W latach 1948–1949 był osobistym sekretarzem swego biskupa. W roku 1951 uzyskał licencjat z prawa kanonicznego na Katolickim Uniwersytecie Ameryki, potwierdzony doktoratem w Rzymie na Uniwersytecie Laterańskim. Po powrocie do kraju był duszpasterzem kilku parafii w Nevadzie.
4 maja 1971 papież Paweł VI mianował go ordynariuszem diecezji Baker w Oregonie. W trakcie swej wieloletniej posługi dostosował lokalny Kościół do reform soborowych powołując wiele instytucji diecezjalnych zrzeszających duchowieństwo i świeckich, a także przeprowadził gruntowną renowację katedry św. Franciszka Salezego. Ważnym wydarzeniem było również przeniesienie siedziby kurii diecezjalnej z Baker City do Bend w dniu 7 października 1987 roku.
Na emeryturę przeszedł 19 listopada 1999 roku. Był jednym z najstarszych amerykańskich biskupów.